# Atelier de Wenceslas

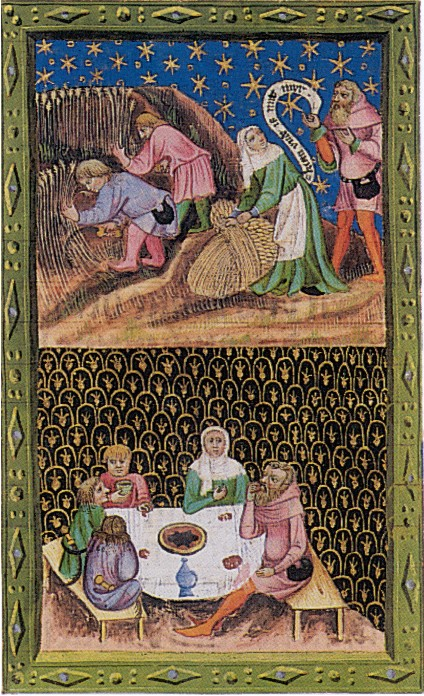
Miniatures de la Bible de Wenceslas

L'atelier de Wenceslas (Wenzelswerkstatt) est un nom de convention donné par les historiens d'art aux maîtres illustrateurs ayant collaboré à la Bible de Wenceslas, manuscrit enluminé de la fin du XIVe siècle, commandé par le roi Wenceslas IV de Bohême.
Certains ont été identifiés de la manière suivante:
- Le Maître de Balaam
- Le Maître d'Esdras
- Maître Frana
- Nikolaus Kuthner
- Le Maître de la Bible de la Pierpont Morgan Library
- Le Maître de Ruth
- Le Maître de la Genèse

## Source
- (de) Cet article est partiellement ou en totalité issu de l’article de Wikipédia en allemand intitulé « Wenzelswerkstatt » (voir la liste des auteurs).